# 구마모토 종합 차량소 오무라 차량 관리실
구마모토 종합 차량소 오무라 차량 관리실은 2022년 6월 20일에 개업한 큐슈여객철도의 신칸센 차량 사업소이다. 니시큐슈 신칸센을 운행하는 신칸센 N700S계 전동차의 관리 및 정비를 담당하고 있다.

## 업무
- 신칸센 N700S계 전동차(6량 편성) 중정비 및 관리